# Капитолий штата Кентукки
Капито́лий шта́та Кенту́кки (англ. Kentucky State Capitol) находится в городе Франкфорт — столице штата Кентукки. В нём проводит свои заседания легислатура штата — Генеральная ассамблея Кентукки, состоящая из Сената и Палаты представителей штата Кентукки.

## История и архитектура
Кентукки стал штатом США в 1792 году, и нынешнее здание Капитолия является четвёртым по счёту. Первое и второе здания не сохранились — они были уничтожены пожарами (первое — в 1813 году, а второе — в 1824 году). Третье здание Капитолия, построенное в 1827—1830 годах, сохранилось до сих пор и находится в даунтауне Франкфорта — его называют Старым капитолием (Old State Capitol). 11 ноября 1971 года Старый капитолий Кентукки получил статус Национального исторического памятника США.

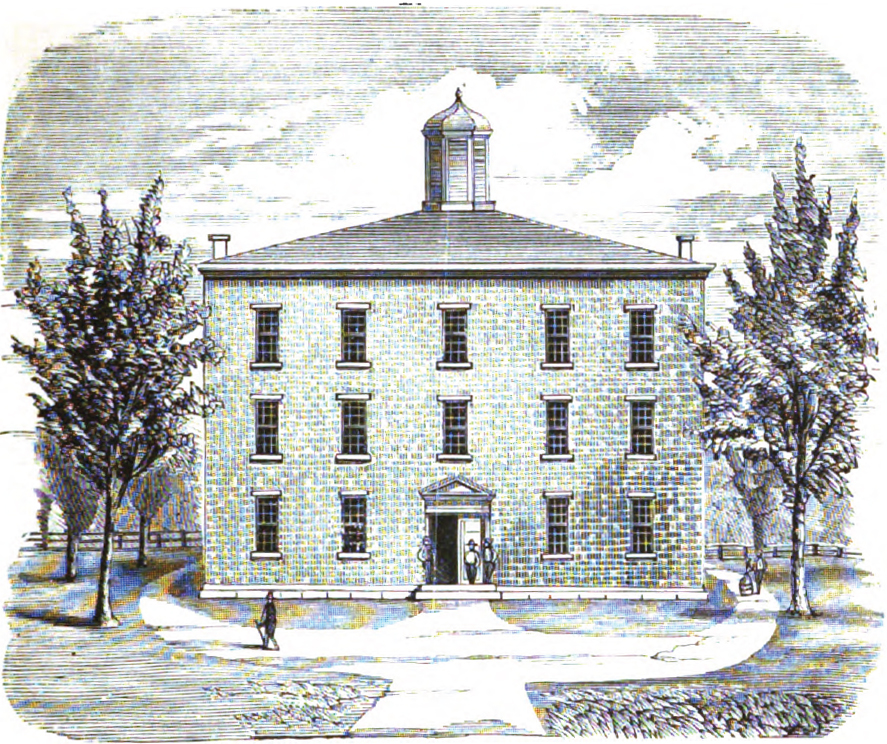
Первый Капитолий Кентукки
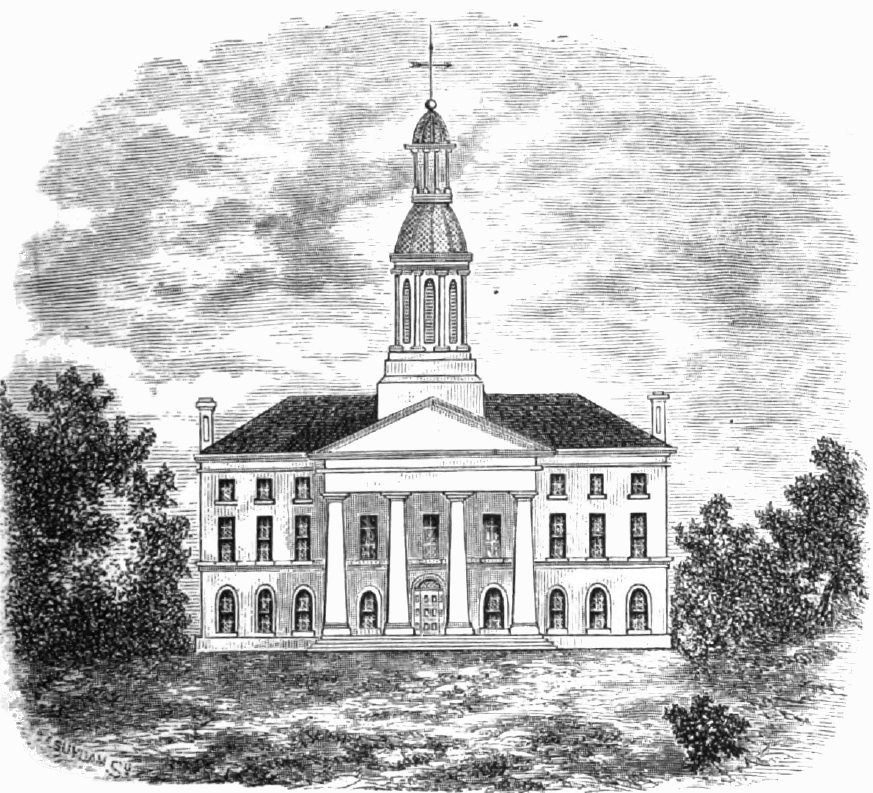
Второй Капитолий Кентукки
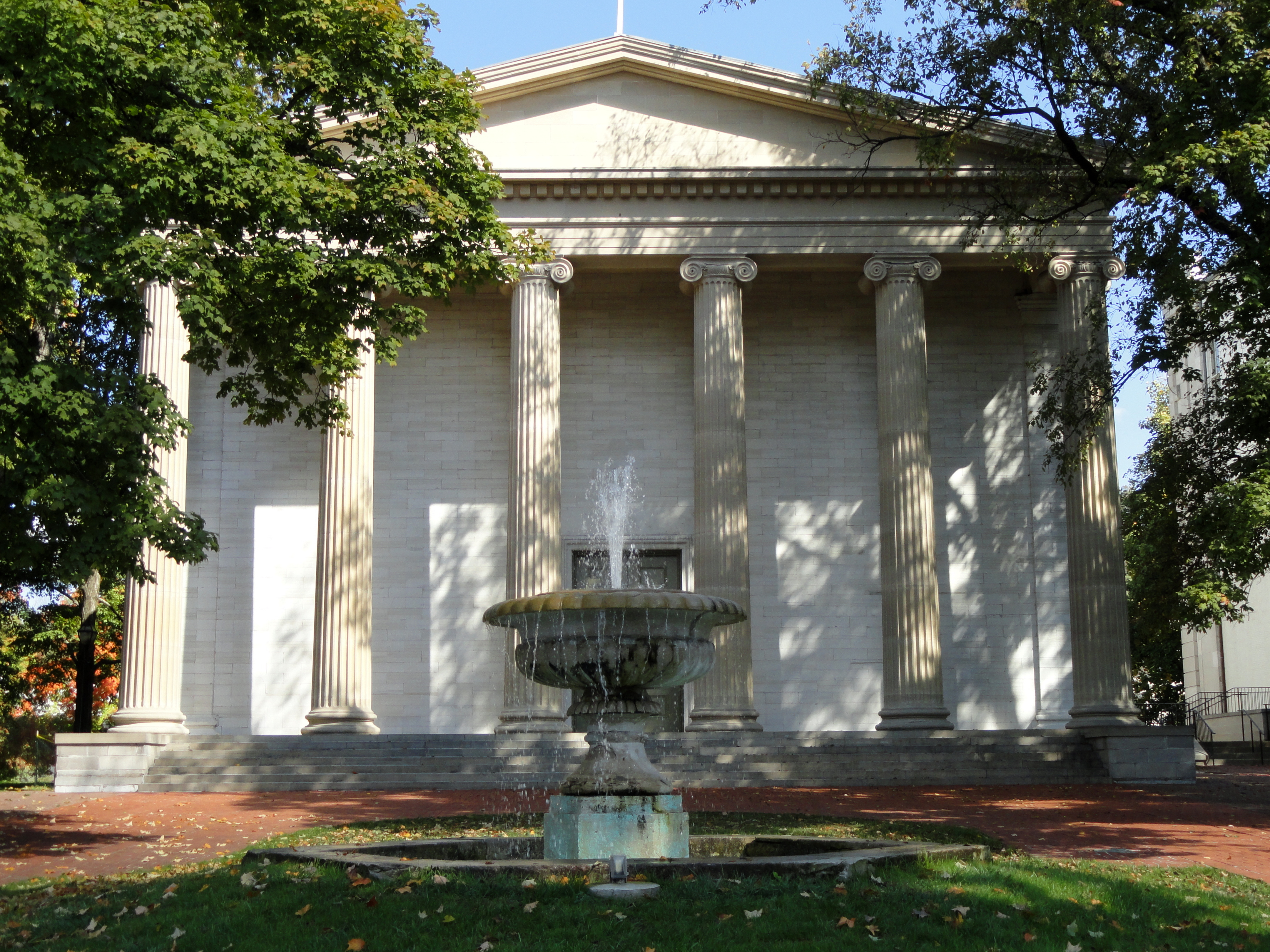
Третий Капитолий Кентукки

Строительству нынешнего, четвёртого Капитолия предшествовала длительная борьба между городами Франкфорт, Луисвилл и Лексингтон за право быть столицей штата и, соответственно, местом, где должен был быть построен новый капитолий. В конце концов в 1904 году легислатура штата постановила выделить один миллион долларов на строительство капитолия во Франкфорте.
В том же 1904 году был выбран архитектор — им стал Фрэнк Миллс Эндрюс из Дейтона, штат Огайо. Он спроектировал здание в стиле неоклассицизма (бозар). Высота здания до вершины купола — около 65,5 м (215 футов). Строительство Капитолия началось в августе 1905 года. 16 июня 1906 года был торжественно заложен краеугольный камень Капитолия. Официальная церемония открытия нового Капитолия состоялась 2 июня 1910 года. Площадь здания составляет 17 441 м² (187 728 кв. футов).
13 апреля 1973 года Капитолий штата Кентукки был внесён в Национальный реестр исторических мест США под номером 73000804.

## Галерея

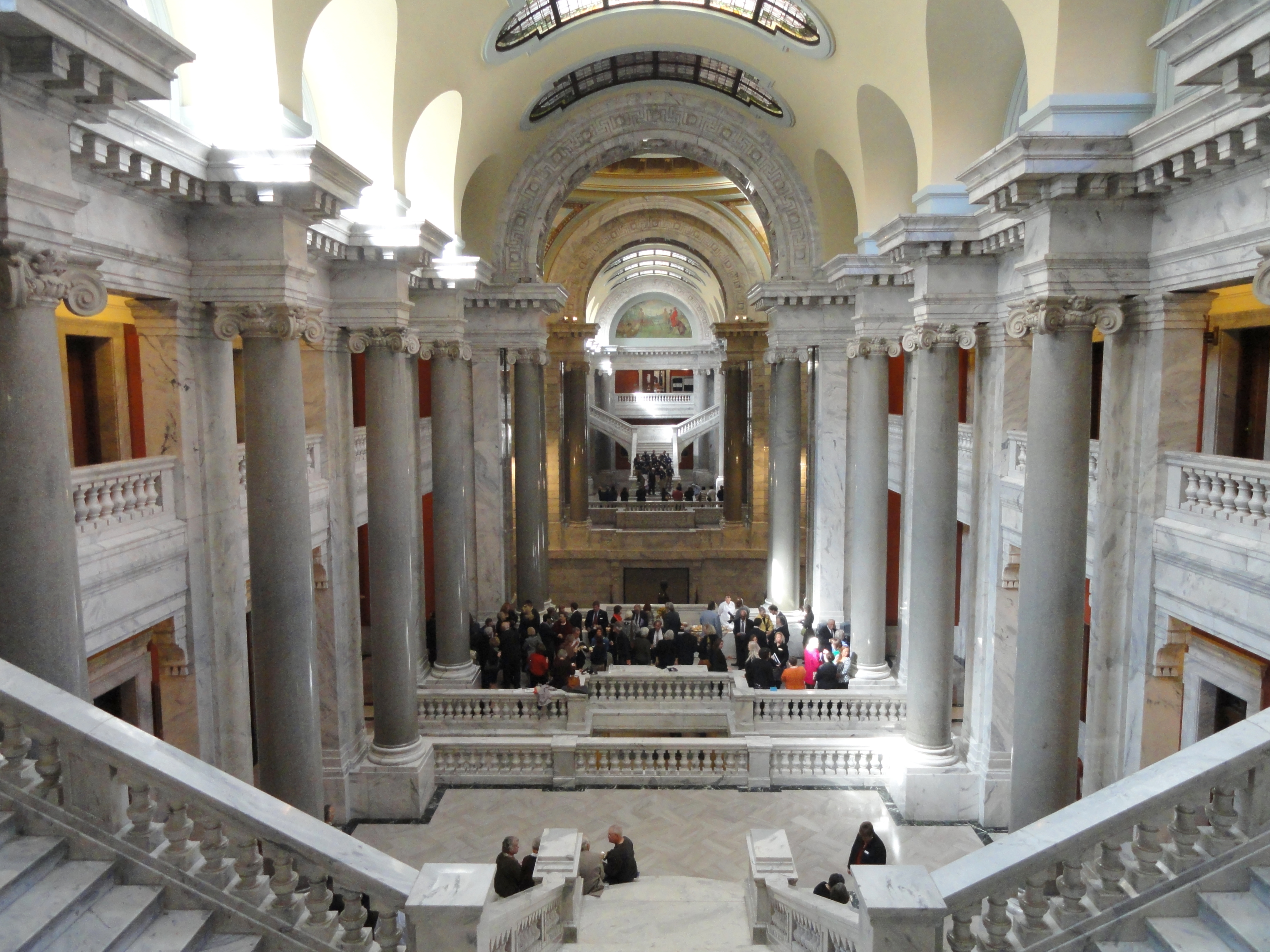
Главный коридор Капитолия
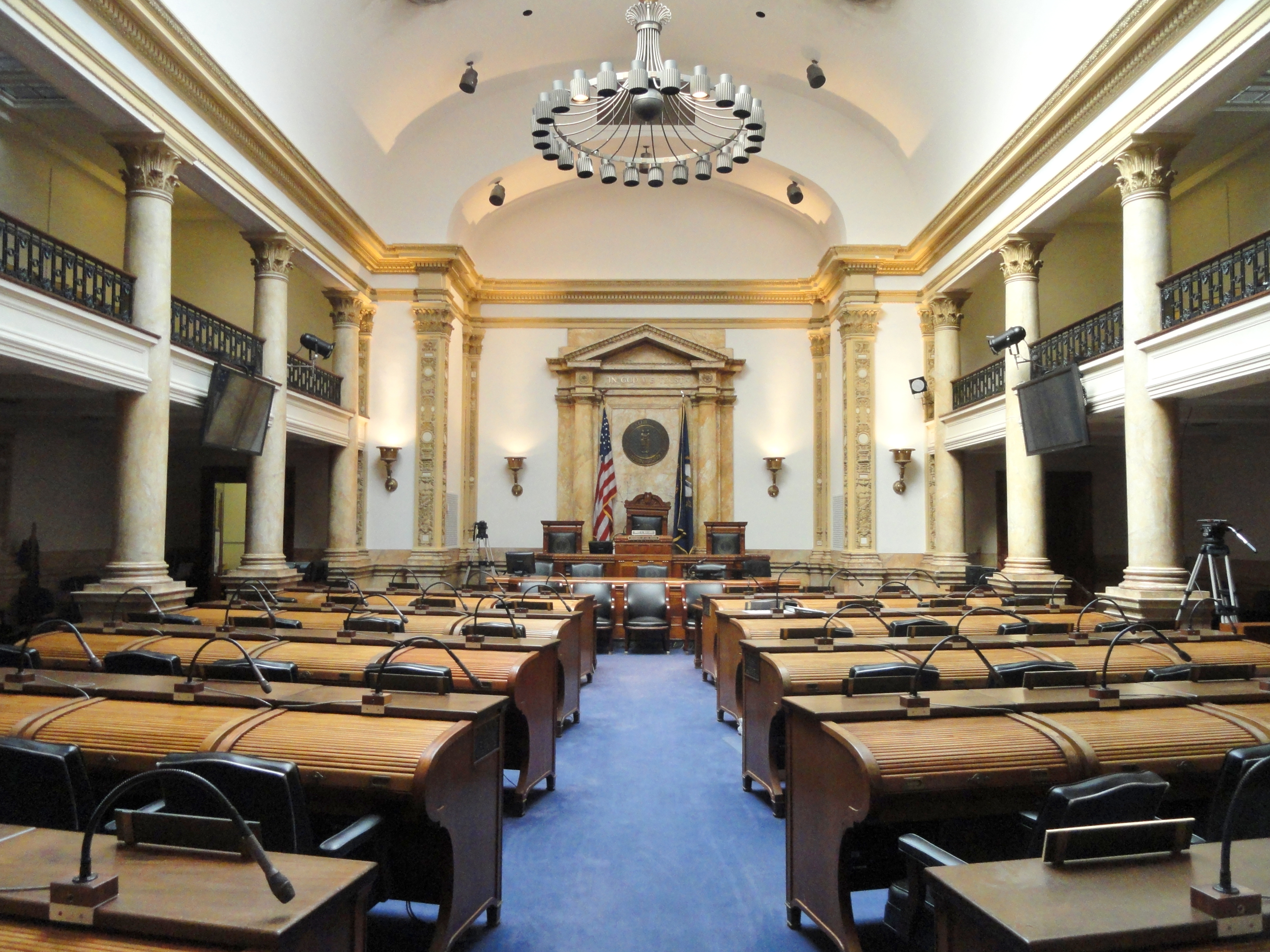
Зал заседаний Сената
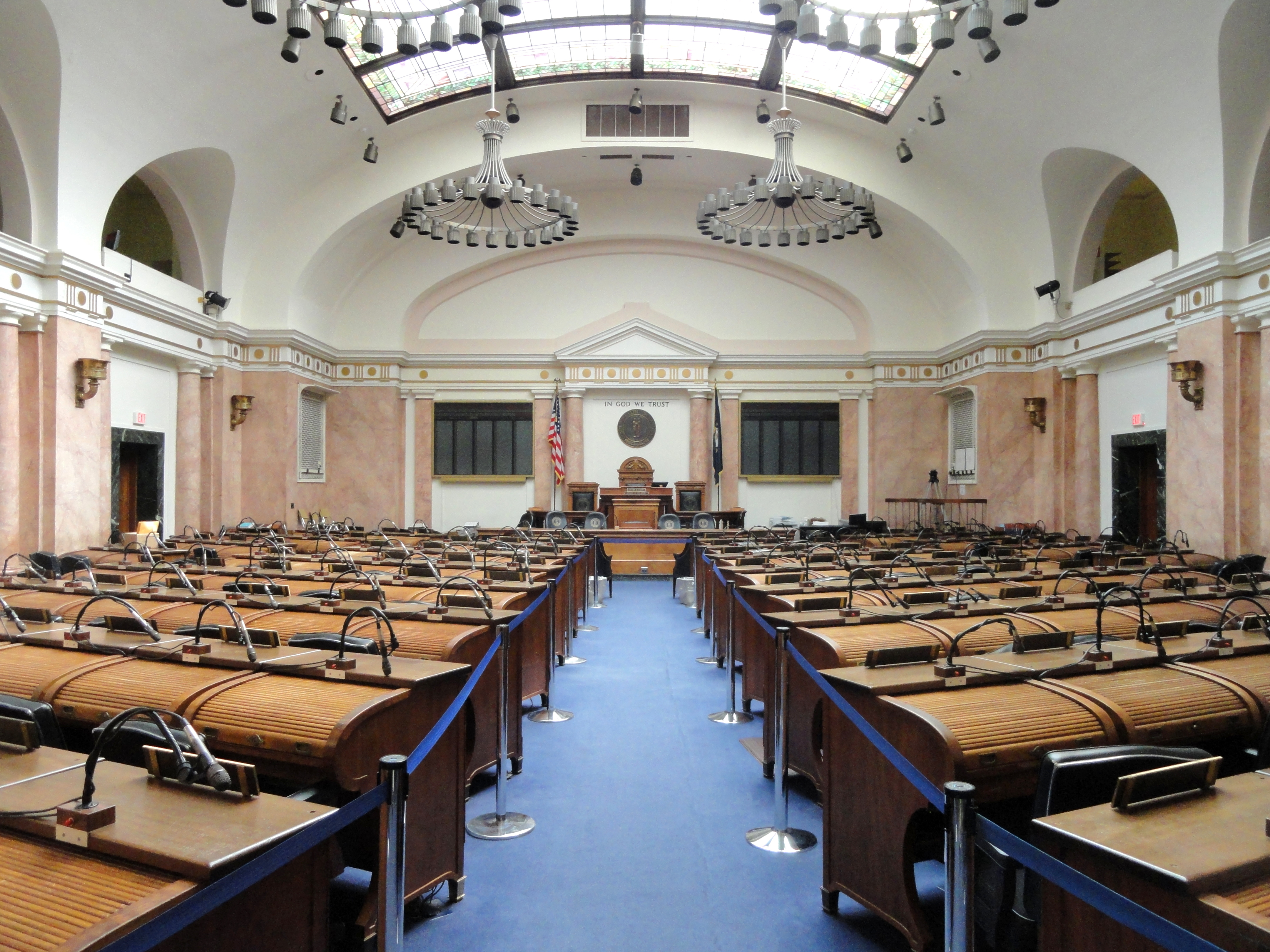
Зал Палаты представителей
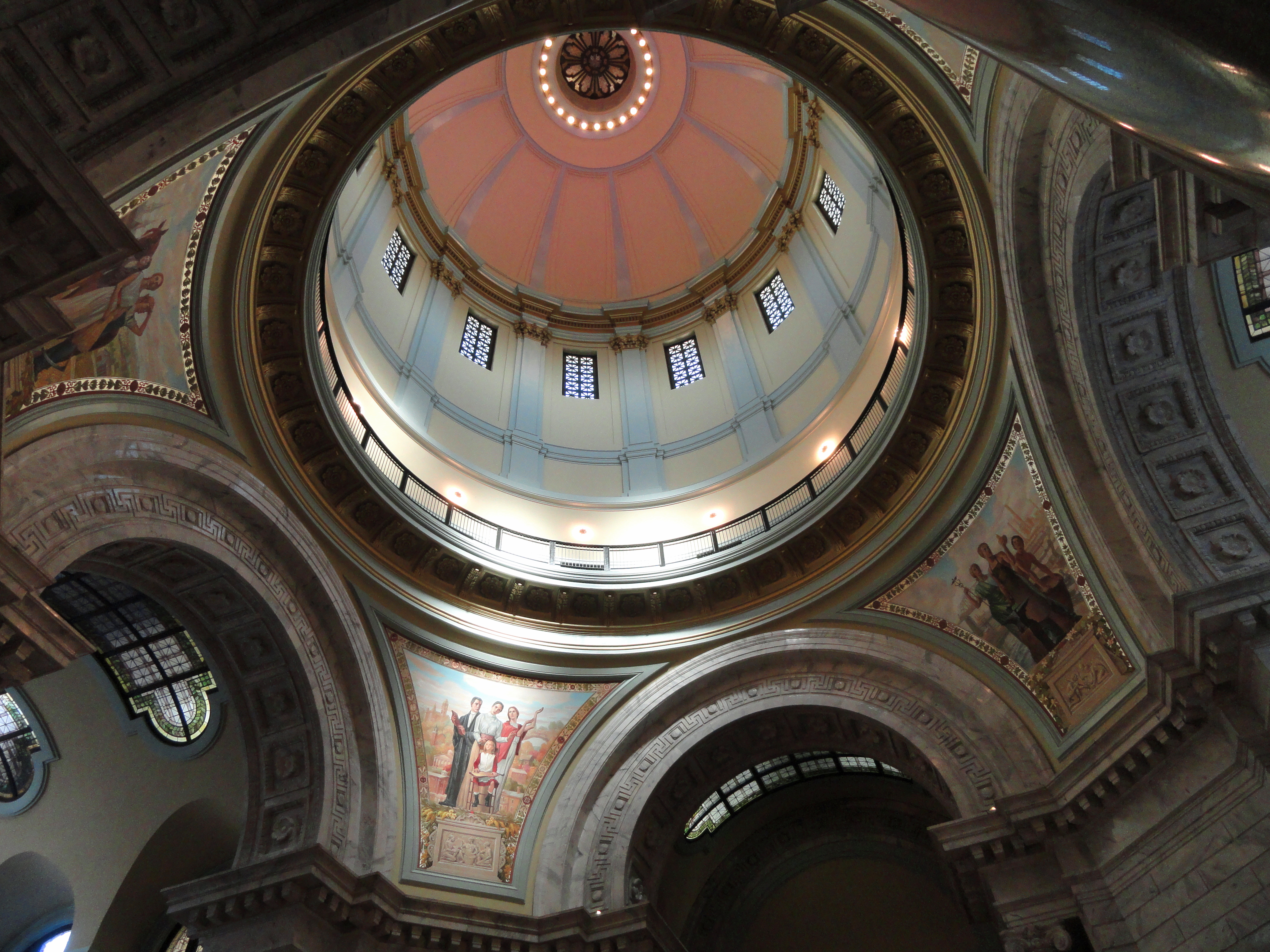
Внутренний вид ротонды